# Amyema incarnatiflora
Amyema incarnatiflora är en tvåhjärtbladig växtart som beskrevs av Danser. Amyema incarnatiflora ingår i släktet Amyema och familjen Loranthaceae. Inga underarter finns listade i Catalogue of Life.